# Зекат
Зекат (милосрђе, милостиња, милодар) је једна од пет основних дужности ислама. Куран од почетка наглашава чин добротворности као једну од главних врлина правног верника. И сам израз зекат значи врлину „дар који се даје“ и који је побожан.
Зекат је верска установа под којом се подразумева милостиња прикупљена и раздељена једино муслиманима. У почетку прописана као добровољни чин љубави и сматрана скоро исто што и побожност, зекат се развила у обавезно опорезивање имовине, укључујући новац, стоку, жито, воће и робу. Њен тачан износ је варирао и одређивао се у сваком појединачном случају верским законом фикх, али је обично у просеку износио 2,5%. За младу исламску државу зекат су скупљали регуларни службеници и њим се руководило из централне благајне да би се помогло сиромашним у заједници, подизале џамије и подмиривали владини трошкови. Касније распадањем чисто исламске државе, зекат је био остављен савести муслимана.